# 劉乂
劉 乂（りゅう がい、? - 317年）は、五胡十六国時代の漢（後の前趙）の皇族。光文帝劉淵の末子である。母は単皇后。兄に劉和、劉恭、劉聡、劉裕、劉隆がいる。

## 略歴
漢の創始者である劉淵と、氐族首長である単徴の娘の単氏との間に生まれた。310年1月、劉乂の母である単氏は皇后に立てられ、劉乂は北海王に封じられた。
7月、劉淵が危篤に陥ると、劉乂は撫軍将軍・領司隷校尉に任じられた。劉淵が崩御すると、長兄の劉和が皇帝に即位した。劉和は衛尉の劉鋭と母の弟でもある宗正の呼延攸に唆され、劉乂を含めた兄弟全員を皆殺しにしようと謀った。劉和は期を見計らって決起すると、各々の兄弟に討伐軍を差し向け、劉乂の下には尚書の田密と武衛将軍の劉璿が派遣された。だが、田密と劉璿らは寝返って劉乂に帰順した。劉乂らは関所の守備兵を殺して劉聡の陣営へ至り、劉聡の下に敵軍が到着する前に劉乂は計画を全て伝えた。そのため、劉聡は防備を整えて劉鋭の大軍を待ち構えた。劉鋭は、劉聡に備えがあるのを見ると、軍を返して劉隆・劉裕の攻撃に参加した。呼延攸と劉鋭らは2日のうちに劉裕と劉隆を破り、彼らを斬った。翌日、劉聡が攻勢に転じると、彼は西明門を攻略して光極西室にいる劉和を捕らえて、その妻子と合わせて処刑して、劉鋭・呼延攸らを晒し首とした。
劉和の死後、群臣は劉聡に帝位につくよう勧めたが、劉乂の母である単氏は皇后の地位にあったので、劉聡は彼に位を譲ろうと考えた。だが、劉乂は公卿らと共に涙を流し、劉聡に即位を懇願した。長らく熟考した末、劉聡は即位を受け入れた。劉聡は「劉乂と群臣は、天下が未だ平定されておらず、災いが多いことから、年長である私を推戴した。これは、国家の大事であるから、私も従わざるを得ない。だから、魯の隠公のように、劉乂が成人するのを待ち、彼に皇帝位を譲ろうと思う」と宣言した。そして、漢帝の座につくと、単氏を貴んで皇太后に立て、劉乂を皇太弟として領大単于・大司徒に任じた。
9月、単氏は容姿端麗であったため、劉聡は彼女を自らの後宮に入れた。匈奴の風習では、父が死んだ際、父の妻妾（実母は除く）を子が娶ることを許されていた。だが、漢族の文化では父の妻妾を息子が娶ることは、実母との近親相姦に匹敵する不道徳と見なされていた。そのために、劉乂は何度も母と兄に交わるのを止めるよう諌めた。単氏は思い悩んだ末に自殺した。劉聡は彼女の死を大いに嘆き悲しみ、これ以降、劉乂への寵愛が衰えたが、単氏を追慕して劉乂の皇太弟位は継続された。
甥の劉粲の生母呼延皇后は劉聡に対し「父が死ぬとその子が受け継ぐというのが、古今からの常道です。陛下は高祖（劉淵）の国を継承したというのに、どうして皇太弟などがいるのでしょうか。陛下が逝去されて百年も経てば、きっと粲の末裔は皆殺しとなっていますよ」と言った。劉聡は「朕もそのことについては憂慮している。もう少し待ち、よく考えてから答えを出そう」となだめたが、呼延皇后は「これを放置しておくと、大事になります。粲たち兄弟が成長して行くのを見て、皇太弟はどう思うでしょうか。きっと、自分の将来が不安になり、異心を抱くに決まっています。万が一、彼が小人と交流があるならば、私たちとの溝はさらに大きくなることでしょう。その事変は、今日にも起こるかもしれませんよ」と、強く進言した。 劉聡の心にはこれに同意するものがあった。
劉乂の母の兄弟である光禄大夫の単沖は涙を流して劉乂へ「縁遠い者は、親しい者に勝てません。陛下の心が河内王（劉粲）にあるのは誰もが知っていることです。殿下はどうして皇太弟を辞退なさらないのですか」と言った。すると、劉乂は「陛下は嫡庶の分をわきまえ、一度は私へ位を譲った。そして、私は幼長の序に従い、陛下へ位を譲ったのだ。そもそも、この国は高祖が創った物である。兄が死んで弟が立つのは当然ではないか。その証拠に見てみろ、劉粲兄弟は既に成長しているのに、私は皇太弟になれたではないか。そもそも、弟と子供なら、どちらも親しい。親疎にどれ程違いがあると言うのか。陛下には、そんな思いはありはしない」と返した。
312年1月、劉聡は呼延皇后が亡くなると、太保劉殷の娘を宮中に入れようとした。だが、同じ劉姓であったことから劉乂は固く諫めた。劉聡は年老いた伯父の太宰劉延年と一族の太傅劉景にこのことを問うと、劉延年・劉景らは劉殷の家系は周王室系の劉の康公（姫季子）の系統であり、劉聡の系統とは異なっていることを引き合いに出し、宮中に入れる事に同意した。劉聡は大いに喜び、兼大鴻臚の李弘を遣わして劉殷の娘2人を左右の貴嬪とし、昭儀より上位に置いた。また、劉殷の孫娘4人を貴人とし、貴嬪に次ぐ位とした。6人の劉氏への寵愛は後宮を傾けるほどであり、劉聡はめったに外へ出なくなり、政務を顧みなくなった。国事は全て中黄門が上奏して、左貴嬪がこれを認可した。
劉聡が遊猟に耽るようになると、中軍の王彰がこれを諫めた。劉聡は大怒して彼を処刑するよう命じたが、上夫人王氏が叩頭して助命を嘆願したため、命だけは助けて獄に繋いた。劉乂は劉粲と共に劉聡を厳しく諫めた。また、太宰の劉延年を始め諸公卿列侯100人余りが劉聡の前に赴き、皆冠を外して涙を流しながら諫めると、ようやく劉聡は怒りを収めて王彰を許した。
315年3月、血雨が東宮延明殿に降り、瓦を通して地に染み込んだ。劉乂はこれを知ると不快に感じ、東宮太傅の崔瑋・東宮太保の許遐・東宮太師の盧志らの下を訪ねた。盧志らは「主上がかつて殿下を皇太弟とされたのは、衆望に添うがために過ぎません。その意は長らく晋王の劉粲にあり、今では王公以下でこれに帰していない者はありません。相国の位は魏武以来人臣の官ではなく、主上はもともと追贈するための官として設置されたのですが、今、晋王を相国に据えてその威儀を整えました。相国府の壮大さはこの東宮を超えており、万事はこれに握られており、太宰、大将軍および諸王の陣営をその羽翼としております。もはや大勢は決しており、殿下が後継として立つことが出来ないことは明らかです。それだけではなく、不測の危機が朝夕に迫っております。四衛の精兵は5千以上でありますが、その他の諸王はみな幼いのでこれを奪い取るべきです。相国は軽はずみに行動するので1人の刺客を派遣するだけで事足りるでしょう。また大将軍の劉敷は外出しない日はないので、襲ってその陣営を奪うことができるでしょう。殿下が決心下されば、2万の精兵をすぐに集めることができます。鼓行して雲龍門に向かえば、宿衛の士は皆奉迎するでしょうから、大司馬の劉曜を気にする必要はないでしょう」と勧めた。だが、劉乂が採り上げなかったために、その計画を取り止めになった。
東宮舎人の苟裕はこの一件を劉聡へ報告した。劉聡は盧志・崔瑋・許遐を獄に収め、他のことを理由として殺害した。また、冠威将軍の卜抽に東宮を占拠させ、劉乂の朝廷への出入りを禁止した。劉乂は恐れ慄いてなすところを知らず、上表して庶民となることを願い、また晋王劉粲を太子とし、息子たちの領土も全て晋王へ献上すると伝えた。だが、卜抽はその表文を通さなかった。
郭猗は劉乂に対して怨みがあり、劉粲に向かって「殿下は光文帝の孫で、主上の嫡子でございます。四海の民は、全て殿下に心服しておりますのに、どうして皇太弟なんぞへ国を譲らねばならないのですか。皇太弟は主上の世にあって不穏な意志を持ち、殿下父子にとって深い仇であり人々の怨むところです。しかも主上の寛大な心によって皇太弟の地位に留められており、一度変事があれば取り返しがつかなくなることを臣は恐れております。万事は重大なものであって他人に委ねるべきではありません。以前、皇太弟は大将軍と会って謀略をなし、3月に大宴会を開き、それをきっかけに造反するつもりだと、聞き及んでおります。また、もし事が成れば主上を太上皇とし、大将軍（劉驥）を皇太子にすると言ったと聞きました。劉乂はまた衛将軍（劉勱）のを大単于にするとも聞き及んでおります。三王は疑われることなく重兵を掌握しており、事を行えば必ず成功するでしょう。しかも二王は父兄に背く禽獣の人物です。成功した後には主上も安全ではないでしょう。殿下兄弟は東宮・相国・単于の地位を他人に与えてはなりません。今にも変事が起こるかも知れず、一刻も早く対処すべきです。臣は何度も主上に申し上げましたが、主上は友愛の心から臣の言を事実とはされませんでした。臣は刑余の身でありながら主上・殿下の恩を受けておりますので、逆鱗に触れて誅されることも考えずに申し上げております。もし臣の言を信じていただけないなら、大将軍従事中郎の王皮・衛軍司馬の劉惇を召して問えば明らかになるでしょう」と進言すると、劉粲はその通りだとしてこれを容れた。
郭猗は密かに王皮・劉惇へ「二王の反乱計画は主上・相国ともご存知だが、卿らも同心しているのか」と問うと、2人は驚いて否定した。郭猗はまた「だが、卿らに疑いがかからないとは言い切れない。私は卿らのような知己が族滅されると思うと憐れに思う」というと、王皮・劉惇は大いに恐れて叩頭して哀れみを乞うた。郭猗は「卿らのために計を考えるが、用いることができるか」と問うと、2人はともに「謹んで大人の教えに従います」と言った。郭猗は「相国が卿らに問えば、卿らはただ『その通りです』と答えるように。もしなぜ前もって奏上しなかったのかと責められたら『臣は死罪に値しますが、主上は寛仁でおられる上に殿下は骨肉への思いやりに篤いので、もし告発しても我らの発言を真実と見なさなかったやもしれません。そうした場合、重臣を讒言した事で我らに災いが降りかかる事を恐れておりました』と答えるように」と述べた。王皮・劉惇はこれを受け入れた。後に劉粲が2人を別々に召して問うと、それぞれの答えが一致したために、劉粲は郭猗の言を信用した。
靳準の従妹は劉乂の侍女となったが、侍人と密通したために劉乂は怒って殺害し、またこのことで度々靳準を嘲笑した。靳準は深く恥じ怒り、劉粲を説いて「東宮は万事の補佐であるので、殿下こそがその地位に座るべきであります。また、世継ぎとして次の世代を早く決めておくのです。大将軍と衛将軍が皇太弟を擁立して造反を起こすと言うことは、今や道行く人でさえ知っています。もしも皇太弟が天下を取ったら、殿下には身を入れる場所さえなくなってしまいますぞ」と述べた。さらに劉粲を説いて「昔、孝成（成帝）は子政（王政君）の言を容れなかったために王氏（王莽）に簒逆を許すことになったのですが、殿下はそれでよいのですか」と問うた。劉粲は「許してよいはずがない」と言った。靳準は「その通りです。つきましては、殿下に伝えておかなければならないことがあります」と述べた。それを聞いた劉粲は「そなたの考えを述べよ」と言った。靳準は「噂によれば大将軍、衛将軍および左右輔はみな皇太弟を奉じて春に変を起こそうとしているとのことですから、殿下は備えをなされますように。そうしなければ禍を招くこととなるでしょう。また、主上は皇太弟を信じておられるので、おそらくは造反を告げても信じられないでしょう。一案として、東宮の禁固を緩めて皇太弟の賓客との交わりを許可するのです。皇太弟はもともと士を待遇することを好むので、必ずや疑うことなく人を招くでしょう。そうすれば、軽薄な小人は皇太后に近づいて謀反を持ち込むでしょう。後に私が殿下のためにその罪を暴露させるので、殿下が太宰と一緒に皇太弟と交流していた者を捕えて責めれば、主上もこれに罪があるとされるでしょう。そうしなければ、今や朝望は皇太弟に多く帰しているので、主上にもしものことがあれば殿下は恐らく立つことができないでしょう」と進言した。劉粲はその言葉を信じて卜抽に命じ、兵を率いて東宮を去らせた。
劉聡は群臣と共に、光極前殿において劉乂を引見したが、劉乂がひどくやつれて泣きながら陳謝するところを見ると、これに対して悲慟し、酒を勧めて歓を極め、以前通りに接した。
317年3月、劉粲は王平に命じて「詔によれば都に異変が起ころうとしております。武具を集めて備えられますように」と劉乂に向かって発言させた。劉乂はこれを信じ、宮臣に命じて宮殿に武具を集めさせた。劉粲は使者を靳準・王沈のもとへ派遣して「王平によれば東宮が非常事態に備えているとのことだが、どうすべきか」と問うた。靳準がこれを報告すると、劉聡は大いに驚き「そのようなことがあるのか」と言った。王沈らが声を揃えて「臣らは久しくこのことを聞き知っておりましたが、陛下が信用されないことを恐れていたのです」と言った。劉聡は劉粲に命じて東宮を包囲させた。劉粲は王沈・靳準に命じて氐族・羌族の酋長10人余りを捕えて肉刑を加えさせ、劉乂と共に反逆を謀ったと嘘の自白をさせた。また、劉乂と親しくしていた大臣および官属数十人が誅殺されたが、彼らはみな靳準や宦官たちが普段から憎んでいた人々だった。
4月、劉乂は廃されて北部王に降格となった。間もなく、劉粲の命令で靳準が刺客を放って、劉乂は殺害された。
劉乂は温厚な性格で、寛大な人柄であったために、多くの兵卒から慕われていた。 劉乂が殺害されたと聞くと、異母兄の劉聡は慟哭して「朕の兄弟で残るはただ2人となっていたのに、相容れることができなかった。どうやって天下に朕の心を知らしめることができようか」と嘆いた。

## 参考資料
- 『晋書』載記劉聡伝
- 『資治通鑑』巻87 - 巻90